# Sandrine Corman
Pour les articles homonymes, voir Corman.
Sandrine Corman est une animatrice de télévision et de radio belge, née le 12 avril 1980 à Verviers. 
Elle exerce autant à la télévision belge que française. Elle présente régulièrement des bêtisiers dans les deux pays et a notamment animé sur M6, cinq saisons de La France a un incroyable talent ainsi que Top Chef.

## Biographie

### Enfance
Elle a vécu son enfance entre Bilstain, village rural situé entre Verviers et Eupen et Henri-Chapelle.

### Mannequinat
Elle fut élue Miss Belgique en 1997, à l'âge de 17 ans. Elle dira plus tard qu'elle n'était pas intéressée par le concours et que c'est sa mère qui l'y avait inscrite. Elle participa aussi à l'élection Miss Monde 1997 et Miss Univers 1998.

### Carrière audiovisuelle

#### Télévision
Dès 1998, elle commence sa carrière télévisuelle à RTL-TVI dans l'émission Clip Party. Avant de rejoindre l'équipe de l'émission Ça alors ! au côté de Nancy Sinatra, Jean-Michel Zecca, Sandrine Dans ou Bérénice, elle travaille comme speakerine. Elle enchaîne ensuite les présentations d'émissions : 24h de Francorchamps, Bêtisier, Les balades de Sandrine, Mister Belgium, Si c'était vous (avec Fabrice Brouwers et François Damiens), et Télévie. Elle anime également l'émission Ça vous fait rire avec Maria Del Rio.
En septembre 2008, elle rencontre la directrice des programmes de M6 qui lui propose plusieurs projets de programmes à présenter. Quelques mois plus tard, elle débute sur M6 et présente le bêtisier 2008 avec Alex Goude. Alors qu'elle est engagée pour M6, elle n'oublie pas la télévision belge et présente de nouveau Miss Belgique 2008. En janvier 2009, elle commence une carrière d'interprète de théâtre à Bruxelles pour une pièce de Boulevard.
Durant l'été 2009, elle présente avec Stéphane Rotenberg et Alex Goude l'émission Total Wipeout sur M6 et RTL-TVI. On[Qui ?] lui prédit alors la même réussite que sa compatriote Virginie Efira[réf. souhaitée], l'émission est cependant un flop[réf. souhaitée]. Elle anime aussi sur M6 La France a un incroyable talent, à la suite du départ d'Alessandra Sublet pour France Télévisions. En décembre 2009, elle présente pour la deuxième année consécutive Le grand bêtisier de l'année avec son habituel compère Alex Goude. À partir de février 2010, elle présente avec Stéphane Rotenberg l'émission Top Chef sur M6, également diffusée sur RTL-TVI. Le 1er septembre, elle anime le Grand Bêtisier de l'été avec Alex Goude. À partir du 6 novembre 2010 sur M6 et RTL-TVI, elle participe à Pékin Express : Duos de choc avec Stéphane Plaza.
En 2010, elle est membre du jury du 9e Festival international du cirque de Grenoble. Elle présente le 11 janvier 2011, sur M6 et avec Jérôme Anthony, le magazine Zéro de conduite. 
En 2011, elle anime X Factor sur M6 et RTL-TVI.
Le 9 janvier 2011, elle présente le concours Miss Belgique 2011 aux côtés de Véronique De Kock. En janvier 2011, elle se produit sur les planches, au profit du Télévie, dans la pièce 13 à table dont la première s'est tenue au Centre Culturel d'Uccle (Bruxelles), le 11 janvier. Le 21 avril 2012, elle coanime pour la quatrième année consécutive la soirée de clôture du Télévie avec Jean-Michel Zecca et entourés de l'équipe des animateurs de RTL-TVI. Le 16 mai 2012, elle participe pour la seconde fois à Pékin Express : Le Passager mystère, en tant que passager mystère.
En 2012, elle coprésente l’émission L'Inventeur 2012 avec Alex Goude. En septembre 2012 elle succède à Faustine Bollaert à la présentation du magazine Accès Privé sur M6.
Depuis septembre 2013, elle présente un nouveau magazine qui ressemble à Accès privé et qui s'intitule Must Célébrités, une émission déprogrammée par la chaîne le 10 mai 2014[pourquoi ?]. Elle n'est pas présente dans la neuvième saison de La France a un incroyable talent à la rentrée prochaine sur M6 ; après des audiences en baisse en 2013, la chaîne veut offrir une nouvelle dynamique au programme[réf. souhaitée].
À partir de septembre 2014, elle intègre la bande de l'émission quotidienne Face à la bande présentée par Jérémy Michalak, produite par La Grosse Équipe et diffusée en pré-access, vers 18h, pour France 2.
Après avoir quitté M6, elle est sollicitée par TMC (faisant partie du groupe TF1). Elle présente à partir du 24 juin 2015 Got to Dance sur TMC (également diffusée sur RTL TVI à partir du 28 juin 2015). Le 23 septembre 2015, elle présente en prime-time sur TMC, Destins Brisés. Elle est également annoncée à l'animation d'une nouvelle émission sur TF1 qui est intitulée Hair, le meilleur coiffeur.

#### Radio
En janvier 2017, Sandrine Corman fait son retour sur Bel RTL pour y animer l'antenne le dimanche de 9 h à 12 h. Depuis septembre 2017, elle anime chaque après-midi avec Michaël Pachen l'émission Tout peut arriver de 13 h à 16 h. En 2020 elle présente Belges à domicile sur Bel RTL avec Michaël Miraglia.

### Vie privée
En 2008, elle se sépare du mannequin Xavier Fiems, qu'elle a épousé en juin 2004 et dont elle a eu un fils, prénommé Oscar, né le 23 mars 2007.
Le 12 septembre 2014, elle se remarie avec Michel Bouhoulle, professeur de tennis et consultant sportif à la RTBF,. Cette famille recomposée a trois fils et est susceptible de s'agrandir. Le 11 mai 2015, elle annonce attendre son second enfant. Le 3 novembre 2015, elle accouche d'un garçon, prénommé Harold.

## Synthèse des émissions

### Télévision

#### Animatrice
- 1998 : Clip Party sur RTL-TVI
- 1999 : Ça alors !  sur RTL-TVI
- 2000 : Mister Belgium sur RTL-TVI
- 2001 : 24h de Francorchamps sur RTL-TVI
- 2001 : Les balades de Sandrine sur RTL-TVI
- 2002-2006 : Si c'était vous avec Fabrice Brouwers et François Damiens sur RTL-TVI
- 2006 : Ça vous fait rire avec Maria Del Rio sur RTL-TVI
- 2008 : Miss Belgique 2008 sur RTL-TVI
- 2008 : Le bêtisier 2008 avec Alex Goude sur M6
- 2009 : Le grand bêtisier de l'année avec Alex Goude sur M6
- 2009-2012 : Télévie sur RTL-TVI
- 2009 : Total Wipeout sur M6 avec Alex Goude et Stéphane Rotenberg
- 2009-2013 : La France a un incroyable talent  avec Alex Goude sur M6
- 2010 : Saison 1 de Top Chef avec Stéphane Rotenberg sur M6
- 2010 : Le Grand Bêtisier de l'été avec Alex Goude sur M6
- 2011 : Zéro de conduite, sur M6 avec Jérome Anthony
- 2011 : X factor sur M6 avec Jérome Anthony
- 2011-2012 : Les années 1980 : le retour, Les années 1990 : le retour et Les années 2000 : le retour sur M6 avec Dave
- 2011 : Le Concert pour la tolérance - Édition 2011 sur M6 avec Karima Charni
- 2012 : L'Inventeur 2012 avec Alex Goude sur M6
- 2012-2013 : Accès privé sur M6
- 2013-2014 : Must Célébrités sur M6
- 2015 : Got to Dance sur TMC
- 2015 : Destins brisés sur TMC
- 2015 : Hair, le meilleur coiffeur sur TF1
- 2016 : L'Arbre à souhaits sur RTL-TVI
- 2016 : Le Bêtisier sur RTL-TVI avec Olivier Leborgne
- 2016-2019 : La grande balade sur RTL-TVI
- 2018 : Le grand bêtisier des 30 ans sur RTL-TVI
- 2019 : La vraie vie des miss sur RTL-TVI
- 2019-2020 : Good News sur RTL-TVI
- 2020 : Belges à domicile sur RTL-TVI et Bel RTL avec Michaël Miraglia
- 2020 : RTL, c'est culte ! sur RTL-TVI
- 2020 : Philippe Etchebest… sur RTL-TVI
- 2020 : #tousconcernés sur RTL-TVI et Bel RTL
- 2021 : Belges dans la légion étrangère sur RTL TVI
- 2021 : Snackmasters, la recette secrète sur RTL TVI avec Loïc Van Impe
- 2021 : Le Bêtisier de Noël : le Grand Show sur RTL TVI
- 2022 : À bord du "Léopold Ier", 100 jours au cœur du plus grand navire de guerre belge sur RTL TVI
- 2023 : Génération 10 qu'on aime sur RTL-TVI
- 2023 : Bêtisier : 20 ans de délires sur RTL-TVI
- 2024 : Starmaker sur RTL-TVI
- 2025 : Mission Camion : c’est du lourd ! sur RTL-TVI
- 2025 : Chasse à l’homme sur RTL-TVI

#### Participations
- 2010 et 2012 : Pékin Express sur M6
- 2014 : Face à la bande sur France 2
- 2014 : Le Maillon faible sur D8
- 2015 et 2019 : Le grand concours des animateurs sur TF1
- 2015 : Le Grand Match sur D8
- 2017 : Fort Boyard sur France 2
- 2020 : Souvenirs, souvenirs sur RTL-TVI

### Radio
- Depuis 2017 : Tout peut arriver sur Bel RTL avec Michaël Pachen
- 2020 : Belges à domicile sur Bel RTL avec Michaël Miraglia.

## Chanson
Elle a fait partie du groupe Quanta, aux côtés d'Agathe Lecaron, Nancy Sinatra et Bérénice. Leur titre intitulé Ouvre ton cœur de Philippe Swan sort le 2 juin 2006. Il se classe à la 11e position des classements francophones cet été. 
Depuis 2008, elle fait partie du groupe Le Cirque belge, avec la chanteuse Alba et Dieter Troubleyn (nl) (à l'origine du projet). Pour Sandrine, l'originalité de ce groupe réside dans le fait qu'il ne chante que des chansons belges, et ce en français, en néerlandais et en anglais. À une époque où l'on parle de séparatisme en Belgique, cela semble assez fort sur le plan symbolique.

## Théâtre
Elle fait ses débuts sur les planches en 2009 dans Pyjama pour six de Marc Camoletti.
En 2011, elle se voit confier le premier rôle dans 13 à table de Marc-Gilbert Sauvajon, dont la première s’est tenue au centre culturel d’Uccle à Bruxelles.
En 2012, elle tient le rôle de Mathilde dans Les Belles-Sœurs d'Éric Assous.
En 2013, on la retrouve dans Le Béret de la tortue de Jean Dell et Gérald Sibleyras. 
En 2017, pour le Télévie, elle joue sur RTL-TVI dans la pièce Boeing Boeing de Marc Camoletti, sur une mise en scène de Jean-Paul Andret, aux côtés de  Sophie Pendeville, Maria Del Rio, Sandrine Dans, Michaël Miraglia et Olivier Leborgne.